# スレイカ・リベラ

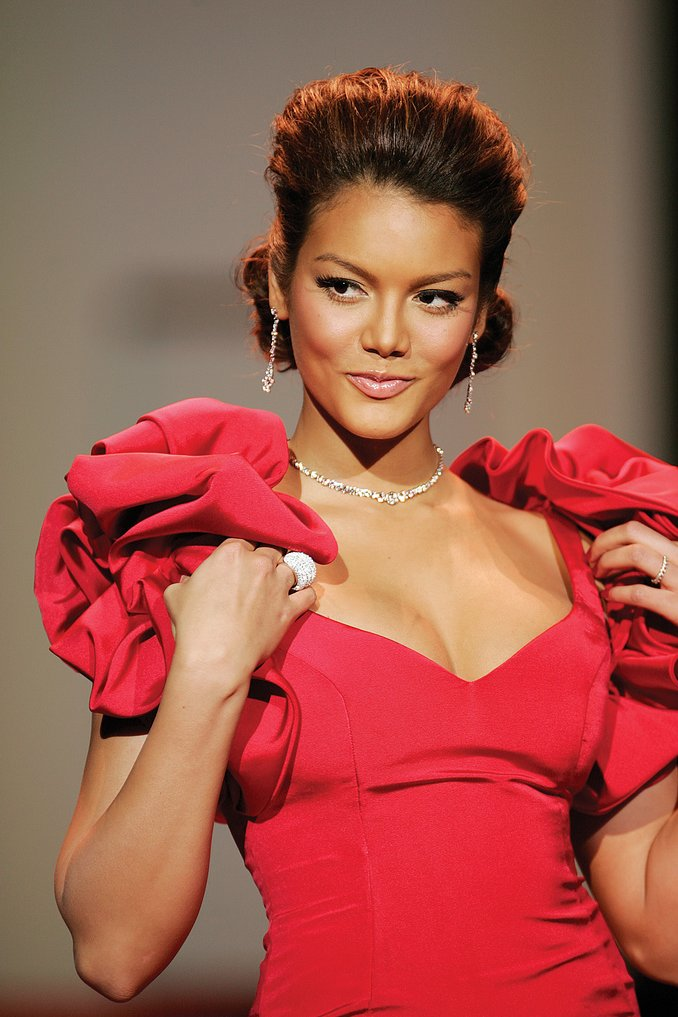
スレイカ・リベラ

スレイカ・ヘリス・リベラ・メンドーサ（Zuleyka Jerris Rivera Mendoza、1987年10月3日 - ）はミス・コンテスト勝者で、ミス・プエルトリコ2006及びミス・ユニバース2006。身長5フィート9インチ（175センチ）。Salinas育ちで、3人兄弟の長女（弟が二人いる）。
スレイカはミス・ティーン・プエルトリコで第2位に入賞した経験があり、その後ミス・プエルトリコのタイトルを獲得した。2006年7月23日に米ロサンゼルスのシュライン・オーディトリアムで開催されたミス・ユニバース世界大会で、2001年以来5年ぶり5人目のプエルトリコ人ミス・ユニバースとなった。観衆にも大人気を博した日本代表、知花くららを振り切っての受賞で、受賞当時18歳という年齢はミス・ユニバース史上最年少タイである。受賞後、ドレスの重みと会場の熱気（照明などによる）により倒れてしまい担ぎ出されるというハプニングもあった。
それまでの4人のプエルトリコ出身ミス・ユニバースは全員ヨーロッパ系であったのに対して、スレイカは初の混血であった。また、プエルトリコは世界大会において2004年（第3位）、2005年（第2位）、2006年（優勝）と3年連続でTOP5を輩出した。
2006年は7月23日、2007年は5月28日に世界大会が行われたため、彼女のミス在任期間は10ヶ月弱となり、ミス・ユニバース史上でもかなり短い在任期間となった。在任期間中は、優勝後間もない7月31日から8月3日ごろに日本を訪れ、知花くららと買い物を楽しんだり、ミス・ユニバースの王冠を製造しているミキモトを訪問したり、浴衣姿で小池環境相と打ち水をするなどした。他に、インドネシア、ギリシャ、カザフスタン、インド、ロシア、チェコ、タイ、ブラジルを訪問し、各地のミス・コンテストに参加したり、エイズ啓発活動・検査などのチャリティ活動に参加するなどした。
| 先代 ナタリー・グレボヴァ | ミス・ユニバース 2006 | 次代 森理世 |